# Lydia Sigourney
Lydia Sigourney (ur. 1 września 1791 w Norwich, zm. 10 czerwca 1865) – poetka amerykańska.

## Życiorys
Lydia Sigourney urodziła się jako Lydia Howard Huntley w Norwich w stanie Connecticut 1 września 1791, jako córka Ezekiela Huntleya i  Zervii (Zerviah) Wentworth. Była jedynaczką. Imiona otrzymała po pierwszej żonie jej ojca, Lydii Howard. W 1814 założyła w Hartford szkołę dla dziewcząt. Bez profesjonalnego przygotowania zajęła się w niej niesłyszącą Alice Cogswell, którą nauczyła czytania i pisania po angielsku. W 1815 wydała swoją debiutancką książkę Moral Pieces in Prose and Verse. W 1819 wyszła za mąż za Charlesa Sigourneya, kupca z Hartford. Miała z nim pięcioro dzieci, z których troje zmarło nie dożywszy dorosłości. Mąż odnosił się przychylnie do jej pisarstwa, ale nie życzył sobie, aby podpisywała utwory jego nazwiskiem. Sytuacja zmieniła się, kiedy rodzina popadła w kłopoty finansowe. Wtedy pisarka się ujawniła i odniosła sukces nie tylko artystyczny, ale i finansowy.

## Twórczość
Lydia Sigourney pozostawiła po sobie bogatą twórczość poetycką. Jej najważniejszym utworem jest zapewne napisany wierszem białym poemat Traits of the Aborigines of America opublikowany w 1822. Wydawca The Lady's Book napisał, że poetka uczyniła stately and solemn blank verse measure the readiest vehicle of her feelings and fancies. Opublikowała też poemat Pocahontas. Poza tym wydała wspomnienia Pleasant Memories of Pleasant Lands (1842) i Her memoir, Letters of a Life (1866). 
Lydia Sigourney była znana jako Sweet Singer of Hartford.
Poetka była nie tylko bardzo popularna, ale też niezwykle wpływowa. Za jej sprawą wiele dziewcząt zajęło się twórczością litercką.